# University of Connecticut
University of Connecticut är ett amerikanskt offentligt universitet som ligger i Storrs, Connecticut och hade totalt 32 027 studenter (23 630 undergraduate students och 8 397 postgraduate students och doktorander samt övrigt högre studerande kombinerat) för 2016. De har även campus i Farmington, Groton, Hartford, Stamford, Torrington och Waterbury.
Utbildningsinstitutionen grundades 1881 efter att Connecticuts guvernör Hobart B. Bigelow signerade ett dekret om att uppföra ett lärosäte med namnet Storrs Agricultural School efter att bröderna Augustus och Charles Storrs donerade mark, pengar och existerande byggnader till delstaten. 1893 blev den ett college och fick namnet Storrs Agricultural College, man införde samtidigt att även kvinnor kunde studera där. Sex år senare beslutade man att colleget borde representera hela delstaten och fick namnet Connecticut Agricultural College. 1933 blev det återigen ett namnbyte när man breddade sitt utbildningsutbud och blev Connecticut State College. 1939 blev utbildningsinstitutionen ett universitet och fick då sitt nuvarande namn.
Universitet tävlar med 24 universitetslag i olika idrotter via deras idrottsförening Connecticut Huskies (UConn Huskies).

## Alumner

### University of Connecticut
| Filosofer - Massimo Pigliucci Fysiker - David M. Lee Författare - Elizabeth Bear - Ann Beattie Idrottare - Svetlana Abrosimova - Ray Allen - Sue Bird - Chase Bradley - Scott Burrell - Rudy Gay - Ben Gordon - Swin Cash - Stephon Castle - Tina Charles - Donovan Clingan - Andre Drummond - Marc Gatcomb - Richard Hamilton - Jordan Hawkins - Ruslan Iskhakov - Andre Jackson Jr. - Asjha Jones - Todd Krygier - Jan Kuznetsov - Stephanie Labbé - Maksim Letunov - Rebecca Lobo | - Jessica Lutz - Maya Moore - Tristen Newton - Kia Nurse - Emeka Okafor - Adama Sanogo - Cole Schneider - Cam Spencer - George Springer - Ann Strother - Diana Taurasi - Tage Thompson - Sara Whalen - Kara Wolters - Matthew Wood Politiker/offentlig förvaltning - Tansu Çiller - Thomas Joseph Meskill - William R. Ratchford Professorer - Kevin B. MacDonald Rymdfarare - Franklin R. Chang-Diaz - Richard A. Mastracchio Skådespelare - Priscilla Garita - Bobby Moynihan - Meg Ryan - Tony Todd - Paige Turco |

### University of Connecticut School of Law
| Politiker/offentlig förvaltning - Joe Courtney - Chris Murphy - Kevin Sullivan |